# Ame Soler
Amèlia Soler i Escrivà, més coneguda com a Ame Soler (Almussafes, 1994) és una artista, il·lustradora i professora valenciana. Gràcies al seu compte Instagram Tres Voltes Rebel que té més de 100.000 seguidors, la dibuixant, que es va instal·lar a Barcelona després d'acabar els estudis, ha sabut expressar i denunciar amb molt de ressò social diversos comportaments sexistes o discriminatoris com ara la grassofòbia.
Tornada al País Valencià participa, d'ençà del 2023, juntament a Àrtur Martínez, cantant del grup La Fúmiga, al programa per a joves El piset del canal valencià À Punt, el qual va començar al febrer del mateix any amb l'objectiu de debatre temes d'actualitat en català i d'incentivar l'ús de la llengua entre el jovent.
És també autora i il·lustradora de dos llibres: Som les netes de les bruixes que no vau poder cremar, publicat el 2019, i més tard Hem vingut per escriure la nostra història que va aparèixer l'any següent.
El 2025 va ser finalista dels premis CRIT en la categoria d'art i cultura.

## Obres
- Som les netes de les bruixes que no vau poder cremar (2019)
- Hem vingut per escriure la nostra història (2020)